# Jean de Bruc
Jean de Bruc, mort le  1er novembre 1437, est un prélat breton du XVe siècle qui fut successivement évêque de Tréguier et évêque de Dol.

## Biographie

### Ses origines
Jean de Bruc est le fils et homonyme  de Jean de Bruc, seigneur de la Boutveillaye, vice-chancelier de Bretagne, et de Lucie de Coëtlogon.[réf. nécessaire]
Gustave Chaix d'Est-Ange rapporte que Bernard Chérin a écrit qu'en Bretagne il y eut plusieurs terres du nom Bruc qui ont pu donner leur nom à leurs différents possesseurs et que les preuves de la famille de Bruc actuelle ne remontent qu'à l'année 1439 (rapport Chérin) ou vers 1500 (note d'Hozier).

### Sa vie religieuse
Jean du Bruc, prêtre, bachelier d'âge, légitime chanoine et archidiacre de Nantes, scholastique de Saint-Brieuc, conseiller du duc  et premier maitre des requêtes de son hôtel et vice chancelier est élu évêque par le chapitre  de chanoines de Tréguier le 13 juin 1422. Il publie des statuts synodaux en 1423 et en 1426. Il permet que des laïques des deux sexes récitent dans les églises des vies des saints en vers et l'oraison dominicale en langue vulgaire. Jean de Bruc est transféré à Dol en 1430 par le pape Martin V.